# Miha Knific
Miha Knific, slovenski akademski kipar, scenograf, režiser, producent, scenarist, animator, montažer, oblikovalec, fotograf in konceptualni umetnik * 1976, Kranj
Filmsko znanje si je pridobil v tujini.
Je režiser in scenograf reklamnih spotov za naročnike, kot so Telekom Slovenije, Tuš, Lidl, Lesnina, Volkswagen, Citroën in Samsung, večinoma za slovenski, srbski, ruski, črnogorski in poljski trg.
Njegove bolj znane stvaritve so glasbeno-parodijski videi Klemna Slakonje na spletni platformi YouTube in scenografija za RTV serijo Jezero (2019). Brezglavo truplo zanjo je izdelal s svojo ekipo protetikov, za izdelavo kalupa je morala igralka Tjaša Hrovat v mavcu mirovati pet ur.
Poleg tega je še scenograf gledaliških predstav, režiser videospotov in risar snemalnih knjig, spoprijel pa se je tudi z izdelavo lutk za animirane filme in lutkovne predstave.
Od leta 2001 je sodeloval s Koljo Saksido pri njegovem animiranem liku Koyii, oblikoval je prvo lutko za ta lik, ki je potem leta 2009 dobil novo, zdajšnjo podobo.
Je član kranjskega Rodu stražnih ognjev, nekaj časa je pri tabornikih opravljal vodstvene funkcije.

## Mladost
Rodil se je v Kranju. Njegov oče je Timotej Knific, arheolog, profesor na Filozofski fakulteti v Ljubljani in kustos za arheologijo zgodnjega srednjega veka v Narodnem muzeju Slovenije.
Obiskoval je OŠ Josipa Broza – Tita v Predosljah in Srednjo šolo za oblikovanje in fotografijo v Ljubljani (1991 - 1995).
Tabornik je postal v 1. razredu OŠ. V srednji šoli se je kot fotoamater udeleževal skupinskih razstav.
Spremljal je očeta na izkopavanjih, prebiral njegovo strokovno literaturo in ga kot srednješolec hodil čakat v muzej.

## Študij

### Ljubljana in razstave doma ter v tujini
Na Akademijo za likovno umetnost in oblikovanje v Ljubljani (ALUO) je šel leta 1995 študirat kiparstvo.
Delal  je odlitke svojih kolen, prstov in obraza in fotografiral prijatelje, ki so si jih nataknili na obraz. Na akademiji je tudi predaval, pa tudi na SAZU-ju v okviru simpozija Estetika danes.
Po akademiji je za tri mesece odšel v Pariz, potem se je vrnil in imel v ljubljanjski Galeriji Š.K.U.C. razstavo. S fotografijo uriniranja ženske je razburil akademijo, hkrati pa je jeseni na delavnici v Italiji dobil vabilo na razstavo na Poljskem in Finskem (kamor so ga povabili naslednje leto kot gostujočega umetnika za tri mesece na eno tamkajšnjih fakultet). Zavrnil je trditve, da je to pornografija, sam je je to označil za zanimanje za fiziološke procese in drugačen pogled na vsakdanje stvari. Ne mara namreč resne in zatežene umetnosti brez zabavnih podrobnosti.
Izdelal je kokone za videospot death-metal skupine Noctiferia, ki ga je Strup produkcija posnela v njegovem ateljeju v Kranju.
Na koncu študija je razstavljal zgodborise, fotografije z opisi.
Zaradi spora na akademiji je le to dokončal leta 2004 z diplomsko nalogo za naslovom Med mojimi usti in vašimi očmi: eseji o umetnosti pri Alešu Debeljaku na smeri sociologija na Fakulteti za družbene vede v Ljubljani.
Čeprav Knific ALUO očita, da je konzervativna, ker namesto novih medijev uči slikarstvo in kiparstvo, naj bi tam leta 2013 doktoriral.

### Podiplomski študij v Stockholmu
Filmsko specializacijo je opravil v študijskem letu 2005/06 na Royal College of fine arts v Stockholmu (danes se imenuje Royal Institute of Art - Kungliga Konsthögskolan), kjer je magistriral iz art filma.
Švedsko je izbral, ker so tam ljudje spoštovani, še posebej otroci in ker se ne obremenjujejo z razlikami med sabo. Rad ima njihove filme, še posebej od Lukasa Moodyssona: Pokaži mi ljubezen (Fucking Åmål, 1998), Za vedno Lilja (Lilya 4-ever, 2002) in Luknja v srcu (Ett hal i mitt hjarta, 2004).

## Sodelovanje z očetom in dr. Guštinom ter zaslužno članstvo v Slovenskem arheološkem društvu

### RazstavaOd Rimljanov do Slovanov
Z očetom Timotejem je sodeloval pri arheološki razstavi Od Rimljanov do Slovanov (2000). Izdelal je voščene lutke osmih pripadnikov različnih etničnih skupnosti, ki so živele na slovenskem ozemlju med 5. in 10. stoletjem (od pozne antike do zgodnjega srednjega veka) na podlagi najdenih lobanj, vodil je tudi skupino, ki je poskrbela za vse replike.

### DokumentarecZ vzhoda
Z očetom je sodeloval tudi pri drugem projektu, poljudnoznanstvenem filmu o slovanskih naselbinah Z vzhoda (2004), za katerega se je nanj obrnil očetov kolega z oddelka za arheologijo na Filozofski fakulteti v Ljubljani, predavatelj dr. Mitja Guštin. Profesor Guštin, ki je vodil izkopavanja, je najprej hotel le kopijo zemljanke. Miha Knific je napisal scenarij za film in mu namesto pričakovanega televizijskega filma predlagal izdelavo kratkega dokumentarca v sodelovanju s sodelavci iz kreativne skupine Strup, v kateri je takrat deloval.
Film je ustvarila ekipa 40 ljudi, igralci so bili večinoma domačini iz Prekmurja, ki so obvladali kmečke dejavnosti in ročna dela, kot so klanje prašiča, predenje in izdelava posode. Knific se je pri izdelavi oblačil in videza ljudi zanašal na izkušnje z minule razstave. Postavili so rekonstrukcijo zemljanke in izbrali za osrednjo Slovenijo manj značilne živali, zelo dlakave prašiče in krave nižje rasti. Lokacija snemanja filma je bila v gozdu v kraju Brod na Muri. Vreme jim je šlo na roke, saj so za 30 minutni film porabili le 5 snemalnih dni.

### Priznanje
Slovensko arheološko društvo je Mihi leta 2004 za oba projekta podelilo zaslužno članstvo kot priznanje za promocijo in uveljavitev slovenske arheologije.

## Njegovo ustvarjanje in lasten odnos do tega in do slovenske filmske scene nasploh
Stalno snema, da se ohrani v pogonu. Od kiparstva se je k filmu usmeril zato, ker je pogrešal delo z ljudmi. Film je zanj skupek ljudi, talentov in idej, kar kot režiser poveže v celoto.

### Ustvarjanje filmov
Za njegove filme je značilna hladna, temačna vizija sedanjosti in prihodnosti. Zavrača med slovenskimi ustvarjalci popularne filme o srednjem razredu, ker ima pripadnike tega sloja za pasivneže. Zanimajo ga zgodbe, kjer se ljudje soočijo s težkimi izzivi in ob tem doživijo osebnostne spremembe.
Ne mara delitve na »večvredne« umetniške in žanrske filme, ker to žali umetnost samo in ker ga bolj zanima, kaj odnese od filma gledalec.
Noč (2006) je bil sprva instalacija, razstavljen scenarij za »nemogoč film«. Direktor fotografije Simon Tanšek je potem predlagal, da se ta »film« posname. Ker ni bilo denarja, je bila kamera statična, premikale so jo le tekoče stopnice, dvigalo in vlak.
Za film Vztrajanje (2016) je leta 2016 prejel nagrado Eurimages Lab Project Award za najobetavnejši filmski projekt, vredno 50.000 evrov. Denar je porabil tudi za poplačilo nekaterih prostovoljcev pri tem filmu.
Raje od scenarija dela scenografijo.

### O slovenski filmski in umetniški sceni
Slovenskim igralcem očita, da uspelo vlogo ponavljajo do neskončnosti, kot primer je navedel kariero zanj sicer sposobnega igralca Petra Musevskega od filma Kruh in mleko (2001) naprej.
Čeprav je scenarist, raje dela po literarni predlogi ali stripu in zavrača slovensko navado, da so vsi za vse, ker se mu zdi to ignorantsko do kopice dobre slovenske literature, kjer so dramaturški lok in liki že izdelani in ker povzroča, da smo pri delanju filmov počasnejši od Američanov. V filmski podobi bi rad videl Finžgarjev Pod svobodnim soncem, Martina Krpana, Nekropolo Borisa Pahorja, adaptiranega Kekca, pa še kaj od zanj zelo filmične otroške in mladinske literature.
Za nepriljubljenost slovenskega filma krivi usmerjenosti v dokumentarnost in snemanje obstoječih svetov, čeprav je v Sloveniji možno glede na izobrazbo, želje in znanje ustvarjati nove. Motijo ga tudi povprečni ali celo luzerski liki. Ne zdi se mu prav, da se slovenskih filmov ne da na ogled na internet in da se za razliko od tujih filmarjev slovenski ne potrudijo pri promociji svojega izdelka zaradi pretiranega naslanjanja na denarno pomoč Slovenskega filmskega centra. Pri slovenskem filmu je po njegovem veliko učinkovitega zastonjskega in ljubiteljskega dela, zato se noče pridružiti slovenskim kolegom pri jamranju o pomanjkanje financ. Za film Noč (2006) je vzel kredit.
O slovenski umetniški sceni pravi, da šteje le kakih deset umetnikov in da je zaradi majhnosti povprečna in v evropskem merilu nepomembna.

### Ustvarjanje videospotov, The Tide in Klemen Slakonja
Kot režiser videospotov (v redni navezi z direktorjem fotografije Aljošo Korenčanom) je veliko sodeloval s kranjsko glasbeno skupino The Tide, ki je prispevala glasbo za njegov režijski celovečerni prvenec Noč (En Natt, 2006) in njegova kratka filma Horizon (2004, skladba On Your Way ) in Lovec oblakov (2009).
Je soavtor koncepta za Putin Putout, glasbeni parodijski video Klemna Slakonje. Ker takrat še niso imeli sponzorjev, se je del ekipe s Knificem odpovedal honorarju. V videu o Trumpu (Golden Dump) so si zaradi boljših financ lahko privoščili več. Za video My Name Is Luka je Knific s svojo ekipo ustvaril scenske elemente in 3D glave zvezdnikov lige NBA.
V svetu je problem, da se redki avtorji lotevajo videospotov, ker niso prepoznavni in plačani enako, kot filmski in glasbeni ustvarjalci in Slovenija z nizkimi proračuni do 2000 evrov pri tem ni izjema. Slovenskim glasbenikov tudi ni do izdelane in drzne vizualne podobe. Vse te probleme Knific in Korenčan jemljeta kot prednost.
Filmi se po Knifičevem bolj ukvarjajo z življenjem, tudi reklama je konzervativna, videospot pa njemu in kolegi Korenčanu daje možnost preizkušati različne izraze, avtorske prijeme in igrati se z zvokom in sliko. Knificu je všeč, da je bil doslej (2014) plačan le za dva videospota, saj je delal, kar je želel in z razumevajočimi glasbeniki. Knific in Korenčan sta imela slabe izkušnje s cenzuro in odločanjem glasbenikov, kateri material se uporabi in kako se dela. Za več videospotov nima časa, zato izbira pesmi, ki so mu všeč, ker se tako lažje izrazi. Po njegovem videospot ne sme ilustrirati ideje in teme pesmi, ampak jo mora poudarjati in podpirati.

## Delovanje v slovenskih profesionalnih združenjih
Je član Društva slovenskega animiranega filma (DSAF).
Leta 2013 je bil član žirije Društva slovenskih filmskih ustvarjalcev (DSFU), ki je izbrala Razrednega sovražnika (2013) za slovenskega kandidata za nominacijo za tujejezičnega oskarja.
Pri Slovenskem filmskem centru (SFC) je leta 2016 za dve leti postal član komisije za podelitev nagrade Metoda Badjure.

### Društvo slovenskih režiserjev
Leta 2015 je bil v žiriji z ostalimi člani Upravnega odbora Društva slovenskih režiserjev (DSR) ob prvi podelitvi Štigličevih nagrad.

#### Predsedovanje in članstvo v upravnem odboru
Med letoma 2016 in 2018 je bil predsednik DSR, zdaj je član upravnega odbora.

#### Oblikovanje nagrad
- nagrada kosobrin – za neavtorske filmske poklice[43]
- nagrada bert – za življenjsko delo na področju filmske in televizijske igre[44]
- Štigličeve nagrade - Štigličev pogled za filmsko in televizijsko režijo in nagrado Franceta Štiglica za življenjsko delo na področju filmske in televizijske režije[44]

### Zavod za uveljavljanje pravic avtorjev, izvajalcev in producentov avdiovizualnih del Slovenije
V svetu Zavoda AIPA je bil predsednik skupščina soavtorjev avdiovizualnih del (2013 – 2016), leta 2016 pa je bil izvoljen za člana te skupščine.
Z razširitvijo Komisije za kategorizacijo AV del in reševanje sporov (KzK), ki spada pod strokovni svet Zavoda, je leta 2014 postal njen član.

#### Očitki o nepoštenem delovanju zavoda AIPA
Vladimir Vodušek ga je na svojem spletnem portalu TopNews leta 2017 označil za enega od krivcev za nepošteno delovanje tega zavoda, v katerem naj bi bili prisotni navzkrižje interesov in prilaščanje denarja producentov (ta pride na AIPA od kabelskih operaterjev) s strani znanih slovenskih filmskih igralcev.
Kot primera je navedel Vesno Stanković Juričić, ki je morala odstopiti s položaja direktorice slovenskega Urada za intelektualno lastnino, ker je žena Siniše Juričića, ki je s Knificem lastnik Nukleus Filma (uradno naj bi odstopila zaradi različnih pritiskov ob napovedi sprememb zakonodaje). Stanković Juričićeva je vpliv moža na njeno imenovanje zanikala.
Vodušek je omenil tudi plačilo vodstva zavoda dvomilijonske varščine na fiduciarni račun škofjeloškemu odvetniku Borutu Berniku Bogataju (ta je tudi zastopnik in bivši direktor Zavoda IPF), s katerim naj bi si znana imena slovenske filmske scene (med njimi tudi Knific) z direktorjem Gregorjem Štibernikom na čelu zavarovala finančna sredstva ob morebitni njihovi menjavi.
Internetni portal Portal Plus je ta znesek označil za avans za zavarovanje interesov vodstva AIPA, ki naj bi denar tako ukradlo avtorjem filmskih del. Ko se niso več čutili ogrožene, jim je Bernik Bogataj vrnil 1.650.000 evrov, ostalo pa obdržal.
Bernik Bogataj je Portalu Plus odgovoril, da je ta denar depozit in varovalka za izplačila razdeljenih honorarjev imetnikom pravic in za kritje potencialnih stroškov svojega rednega poslovanja, saj so soustanovitelji zavoda AIPA takrat mimo aktov zavoda ter skupščine prevzeli zavod, odstavili direktorja in za vršilca dolžnosti postavili Matjaža Žbontarja, ki je prevzel nadzor nad denarnimi sredstvi zavoda. Za upravičence naj bi razglasili tudi tiste, ki jim po zakomu to ne pripada. Bernik Bogataj je napisal, da je denar vrnil, ko so uspešno odbili prvi napad, ostalo pa obdržal za plačilo interventnega poslovanja in dragih sodnih taks ob nadaljnih sporih. Deponiranje sredstev je zanj zakonito dejanje, ki ga je potrdilo tudi sodišče.

## Kot samostojni podjetnik in lastnik podjetij
Imel je produkcijski s.p. Start Film, danes ima kostumografski s.p. Maskota in produkcijsko podjetje Utopia Film. Je 49 odstotni lastnik produkcijskega podjetja Nukleus Film.

## Zasebno življenje in taborniki
Bil je starešina območne organizacije Zveze tabornikov Slovenije za Gorenjsko (2002) in načelnik kranjskega Rodu stražnih ognjev. Njegovo taborniško ime je Pipc.
Leta 2002 je ob 50. obletnici taborništva v Kranju na kranjskem gradu Kieselstein s sodelavci postavil del razstave, ki je bila pregled taborništva v Kranju.
Svojemu sinu in otrokom sodelavcev je leta 2019 posvetil novo leseno skulpturo krokodila z mladiči ob Sodarjevi poti na Sv. Jošt. Izdelal jo je z Blažem Bačarjem iz hrastovega lesa, nadomestila je dotrajanega hrastovega krokodila iz leta 1975.
Ima disleksijo.

## Festivali
- 2016 3. filmski maraton Muvit/6x60, Novo Mesto, član žirije za najboljši kratki film[57][58]
- 2014 1. Mednarodni festival neodvisnega žanrskega filma FilmMixer v okviru festivala Carniola, Kranj, vodenje skupaj z Grego Švabičem[59]
- 2013 7. Mednarodni festival kratkega filma K3, Kinodvor Ljubljana, član komisije za izbor najboljših treh kratkih filmov[60][61]
- 2013 24. festival Liffe, Ljubljana, član žirije za najboljši kratki film[62]
- 2012 10. filmski festival kratkega filma Tabor, član žirije[63]

## Nagrade in priznanja

### Film

#### Eurimages Lab Project Award
- za film Vztrajanje (2016), v vrednosti 50.000 evrov, 2016[27]

#### Štigličeve nagrade
- Štigličev pogled za režijo filma Vztrajanje (2017), 2018[64]

#### Vesna
| Leto | Naslov                    | Kategorija            | Festival                       | Sklici in opombe |
| ---- | ------------------------- | --------------------- | ------------------------------ | ---------------- |
| 2017 | Vztrajanje                | eksperimentalni film  | 20. festival slovenskega filma | [ 65 ]           |
| 2012 | Pikapolonica hoče odrasti | animirani film        | 15. festival slovenskega filma | [ 66 ]           |
| 2009 | Lovec oblakov             | posebna omemba žirije | 12. festival slovenskega filma | [ 67 ]           |
| 2009 | Lovec oblakov             | kratki film           | 12. festival slovenskega filma | [ 67 ]           |
| 2009 | Lovec oblakov             | scenografija          | 12. festival slovenskega filma | [ 67 ]           |

### Kiparstvo
- Priznanje Univerze v Ljubljani za pomembno delo na področju kiparstva, 2013[68]

### Arheologija
- Zaslužno članstvo v Slovenskem arheološkem društvu, 2004[26]

## Pregled del

### Glasbene parodije Klemna Slakonje

#### Režija, scenografija, maska
- My Name Is Luka, 2019 YouTube
- Ruf mich Angela, 2017 YouTube
- Golden Dump, 2016 YouTube
- Putin, Putout, 2016  YouTube

### Videospoti

#### Režija
| - The Tide - Roll The Dice (2014) YouTube - Katja Šulc - There Will Be Boys (2012) YouTube - Rambo Amadeus - Euro Neuro (2012) YouTube - Evil Eve (Eva Breznikar) - Ne bi, hvala (2011) YouTube - The Tide - Ready To Go (2011) YouTube - Hepa - Kobalt (2010) YouTube - Katja Šulc - I Love You, You Scream (2010) YouTube - Diverso - Do nebes (2010) FB video - NONmusic - Gender Changer, (2009) YouTube - NONmusic - It's No Good, (2009) YouTube - Sausages – Ritual (2009) - v istih kostumih igrali še v Knifičevem filmu Srebrna koža YouTube - The Tide - Snow! (2009) YouTube - služil tudi kot napovednik Knifičevega filma Lovec oblakov - Difaso - Kaj skrivaš (2009) YouTube | - Jazz Station - Delam, kar se ne sme (2009) YouTube - The Tide - Desire (2008) YouTube - Billy's Private Parking / Billysi - Skrivnosti (2007), YouTube - Hepa - Ylwa (2007) YouTube - Aleksander Mežek - Tečem skozi čas (2007) YouTube - Vlado Kreslin - Z Goričkega v Piran (2007) YouTube - Aleksander Mežek - Menu (2007) YouTube - Loney, Dear - I Fought the Battle of Trinidad and Tobago (2006) YouTube - The Tide - Your River Wild (2006) YouTube - The Tide - Carry on (2005) YouTube - Bullet For My Valentine - Suffocating Under Words Of Sorrow (What Can I Do) (2005) YouTube - Katalena - Široko more i Dunaj (2004) YouTube - Elvis Jackson - Weakies (2003) - sorežiser Blaž Čadež YouTube |

#### Producent
- Aleksander Mežek - Konc (2009) YouTube

#### Scenografija
- Mika - Je Chante (2015) – kot asistent YouTube
- Jah Waggie - Another Gal Bites Da Dust (2011) YouTube
- Tamoto - Beware (2010) YouTube
- Tamoto - On My Mind (2007) YouTube
- Nina Osenar - Moment Like This (2007) YouTube

Vir seznama

#### Kostumi
- Joker Out - Vem Da Greš (2020) YouTube

#### Video produkcija
- BORDO & Tina - Osamljen in bos (ver. 1/4), (2017) YouTube
- BORDO & Tina - Osamljen in bos (3/4), (2017) YouTube

### Prireditve in tv serije

#### Scenografija
- Športnik leta 2008, prireditev v Linhartovi dvorani Cankarjevega doma v Ljubljani (2008)[88]
- Jezero, TV serija (RTV), 2019 – 6 epizod[89]

### Reklamni spoti

#### Režija
| - Dana z vitamini, Dana, 2019 YouTube - Kuhinje Etis (Karim Merdjadi), 2019 YouTube - Ustvarimo boljši svet (5 let), Lidl, 2018 YouTube - Telekom Slovenije Obrnite življenje na modro zima 2017 YouTubepomlad 2018 YouTube - Tuš kakovost. Odslej v novi podobi (Jurij Zrnec), (režiser tudi Jure Matjažič) Tuš, 2017 (TV oglas 1 Vimeo ), (TV oglas 2 Vimeo), (TV oglas 3 Vimeo), (TV oglas 4 Vimeo) - Doma v Sloveniji (Jurij Zrnec), Tuš, 2017 Dvojina Vimeo, Goveja juha Vimeo, Navijaška strast Vimeo - Zadovoljni? Sicer vam vrnemo denar (Jurij Zrnec), Tuš, 2017 Svežina & kakovost Vimeo - Tuš - Skupaj na vrh (Davo Karničar), 2017 Vimeo - Lesnina z novim sloganom "Dobrodošli doma", 2016 Maček YouTubeSpalnica VimeoDnevna soba Vimeo Kuhinja Vimeo - Kekec 2015 - Klikin, NLB, 2015 YouTube - Spar VitHit točke zvestobe, Spar, 2015 YouTube - Le Chef (Klemen Slakonja), Eurospin, 2015 YouTube - Nadgradnja oglasa za NalgesinS z osebnim nagovorom (Iryna Osypenko; Rusija in Ukrajina), Krka, 2013 YouTube - SUPERHEARO Orchestra - Good Life (OneRepublic cover), Telekom Slovenija (SiOL, Mobitel), 2013 YouTube - Alpsko maslo Alpenbutter, Meggle, 2012 YouTube - Knjiga / The book (Tomaž Kavčič in Ema), Lidl, 2018 Vimeo - Orsoslim Rusija (Tara Zupančič), Krka (2012) Vimeo - Društvo onkoloških bolnikov Slovenije (2011) Razlog #1024 YouTubeRazlog #537 YouTubeRazlog #54 YouTube - Weapon / Amnesty, Amnesty International Slovenije, 2007 YouTube - Kampanja za Gorenje televizorje 2006, Tenis YouTubeTarzan YouTube Formula YouTube | - Bordanje, SiOL internet, 2006 YouTube - Vedno nekaj novega, Big Bang YouTube - MIP Mmmmm YouTubeMmmmm (2) (Matej Puc) YouTube - Navdušenje nad varčevanjem, Abanka Vipa, YouTube - Finančni nasvet (Tina Maze), NLB Vimeo - Seat Avtodegustacija (Primož Kozmus), Vimeo - 10 web epizodes, Cockta Vimeo - Roletarstvo Medle Sence VimeoSonce VimeoMrčes Vimeo - 1001 Cvet - Duh iz čajnika (Petra Majdič in Jože Robežnik), Žito Vimeo - Izpovedi, Še vedno vozim, vendar ne hodim, Vimeo - Prometna nesreča, Še vedno vozim, vendar ne hodim, Vimeo - Mobile payment, Telekom Moneta Vimeo - Siol Trio (Gaber K. Trseglav), Vimeo - Na toplo blizu doma, Sava Hotels & Resorts, Vimeo - Perfect day. Every day, Bernardin Group Resorts & Hotels, YouTube - PG Ljetne Opcije, T-Mobile Vimeo - SME Generic, T-Hrvatski Telekom Vimeo - Hrvatska lutrija Cure VimeoDeda Vimeo - Pametan program pogodnosti, Hrvatska obrtnička komora Vimeo |

#### Scenografija
| - Far Cry Primal - The Charge, Ubisoft YouTube - Total – Excellium, Total Vimeo - Playstation – Maya, Sony Vimeo - Puma - #DareYou, Puma YouTube - Fresh Climb, Coors Light YouTube - Naspavaj se, IKEA YouTube - Follow (Mercedes-Benz X-Class), Daimler AG Vimeo - California 6.1, Volkswagen YouTube - Transporter 6.1, Volkswagen YouTube - Der Multivan 6.1, Volkswagen YouTube - Porsche 718 Cayman and Boxster GTS, Porsche Vimeo - Transformer, Asus Vimeo - La casquader, SNCF – z Majo Moravec Vimeo | - NEO Novi svet, Telekom Slovenije YouTube - MEETO DIR. CUT, Phillips S9000 Prestige Vimeo - Digital und persönlich, Glarner Kantonalbank YouTube - Zenbook, Asus (v postprodukciji) Vimeo - The Swap, Sixt Vimeo - Water Slide (Nissan X-trail), Nissan Vimeo - Chase, Lexus Vimeo - Life Enhanced Winter, Continental Vimeo - Memories of the Alhambra, Netflix trailer YouTube - Drive your Ambition, Mitsubishi Vimeo - Winter, C4 Grand Picasso, Citroën Vimeo - Cucumber, Plusnet Vimeo (po drugih virih je to Simon Davis) - Odkar je življenje, Pivovarna Union YouTube |

Vir seznama

#### Art direktor
| - Cayenne, Porsche YouTube - Print The Holidays, HP Vimeo (po drugih virih je to Jelena Kolomejac) - GOAT Camp, Gatorade YouTube - The Walk, Absolut Vodka YouTube - New all-electric Corsa-E, Vauxhall YouTube - The year of confusion, Confused Vimeo - Ford Mustang – Breakout, Ford Vimeo - Peugeot 508 - The Score, Peugeot Vimeo - Twinning, Cesar Vimeo (po drugih virih je to Dalatando Almeida) - Breathe - Nicorette Quickmist, Johnson & Johnson Vimeo | - Bikers - M6 Mobile, Orange France Vimeo - Marry me - Citroën C3, Citroën Vimeo - Baby colors - Citroën C3, Citroën Vimeo - Campers - M6 Mobile, Orange France Vimeo - Les Hippies - M6 Mobile, Orange France Vimeo - Pingouins - M6 Mobile, Orange France Vimeo - Audi Q Range, Audi Vimeo - Samsung Family Hub - Cookies, Samsung Vimeo - Samsung Family Hub - Too much broccoli, Samsung Vimeo - Samsung Family Hub - Biker Gang, Samsung Vimeo |

Vir seznama

### Filmi
| Naslov                                       | Leto | Režija | Producent | Scenografija | Scenarij | Montaža | Zvrst in dolžina                      | Sklici in opombe                                             |
| -------------------------------------------- | ---- | ------ | --------- | ------------ | -------- | ------- | ------------------------------------- | ------------------------------------------------------------ |
| Poslednji dan Rudolfa Nietscheja             | 2018 | No     | Da        | No           | No       | No      | kratki igrani                         | tudi izvršni producent                                       |
| Rudar                                        | 2017 | No     | Da        | No           | No       | No      | celovečerni igrani                    | s Sinišo Juričićem                                           |
| Vztrajanje                                   | 2017 | Da     | Da        | Da           | Da       | Da      | celovečerni igrani                    | montažerka tudi Sandra Mitić                                 |
| Štiri stvari, ki sem jih želel početi s tabo | 2015 | Da     | No        | No           | Da       | Da      | celovečerni igrani                    | montažer tudi Jurij Moškon                                   |
| Pikapolonica hoče odrasti                    | 2012 | Da     | No        | Da           | Da       | No      | kratki animirani                      | tudi direktor fotografije                                    |
| Lisica v lisičjem jeziku                     | 2009 | Da     | No        | No           | Da       | Da      | kratki animirani                      | tudi animacija in oblikovanje luči; montažer tudi Blaž Čadež |
| Lovec oblakov                                | 2009 | Da     | No        | Da           | Da       | No      | kratki igrano-animirani film          | [ 67 ]                                                       |
| Srebrna koža                                 | 2009 | Da     | Da        | No           | Da       | No      | kratki igrano-animirani film          | člani skupine Sausages v kostumih iz videospota Ritual       |
| Izza zavese                                  | 2008 | Da     | No        | No           | No       | No      | srednjemetražni dokumentarni film     | [ 115 ]                                                      |
| Noč                                          | 2006 | Da     | Da        | No           | Da       | Da      | celovečerni igrani film (v švedščini) | montažerja tudi Hieronim Vilar in Goran Mitrović             |
| Dvorišče                                     | 2006 | No     | No        | No           | Da       | No      | kratki animirani                      | [ 117 ]                                                      |
| Z vzhoda                                     | 2004 | Da     | No        | No           | Da       | No      | kratki dokumentarni                   | [ 25 ]                                                       |
| Nočno življenje                              | 2003 | No     | No        | Da           | No       | No      | študentski film                       | [ 118 ]                                                      |
| Made in China                                | 2002 | No     | No        | Da           | No       | No      | kratki igrani                         | [ 119 ]                                                      |

#### Kratki filmi

##### Režija
- Horizon (2004), kratki film, v angleščini[30] YouTube
- Den stora ormen (2003), kratki film, v švedščini[85]

##### Mentorstvo
- Vojna svetov (kratki animirano-igrani film), otroška filmska delavnica (udeleženci so ustvarili kratki igrani film, videospot in reklamo) v mali dvorani Kinodvora in prostorih Nukleus filma, Knific eden od mentorjev, 20. – 24. in 27. – 31. avgust, 2012[120] YouTube

#### Del zasedbe
- Državljan diareja ali kdo je Tomaž Lavrič (2011), srednjemetražni dokumentarni[121]

#### Snemalec
- Siddharta - Maraton (2007), posnetek koncerta[122]

### Gledališče

#### Scenografija
- Kar vem, da je res, MGL, 2019[123]
- Bogastvo, SNG Nova Gorica, 2013 - in kostumi[124]
- Vitez čudes, MGL, 2012[125]
- Dekameron, MGL in SNG Nova Gorica, 2011[126]
- Jakob Ruda, Prešernovo gledališče Kranj, 2010[127]
- Bumbar, SNG Drama Ljubljana, 2010[128]
- Sijoče mesto, MGL, 2010[129]
- Županova Micka, SLG Celje, 2010[130]
- Medvedek zleze vase, Mini teater, 2009[131]
- Nenavadna prigoda, SNG Nova Gorica, 2009[132]
- Triko, SLG Celje, 2009[133]
- Ljubezen Ane Frank ali zgodba o človeškem dostojanstvu, Gledališče Koper, 2008 - in video[134]
- Skurt, Velika bela zavera, SNG Nova Gorica, 2003[135]

#### Video
- Bobby in Boris, SNG Drama Ljubljana, 2012 (z Blažem Čadežem)[136]
- Drama o Mirjani in tistih okrog nje, MGL, 2010 (z Blažem Čadežem)[137]

### Izdelava lutk
- Romeo in Julija, LGL in Gledališče Koper (2011)[138]
- Igrišče, (2006), stop-motion animirani kratki film[139]
- Koyaa, 2001 – 2009[8][9]

## Razstave

### Samostojne razstave
- 2015 maj, Galerija Jedro, Medvode; Another Cinema: Rehearsals
- 2006 junij, julij; Galerija Miklova hiša, Ribnica; Slow motion
- 2006 21. februar - 19. marec, Mala galerija Moderne galerije, Ljubljana; Slow motion[140][141]

Razstavil je 4 zaporedne sličice starega 8-mm filma in poskušal ujeti čas, ki ga zaznamo kot podobo.
- 2006 junij, julij, Bežigrajska galerija 2, Ljubljana; Konec/The End[142]

S to razstavo je Knific primerjal ideale »svobodnega, kapitalističnega sveta« (znane podobe visečega mostu pred silhueto nočnega velemesta, razsvetljeni newyorški nebotičniki, slikovita pokrajina že osvojenega zahoda, plaža s palmami) s fotografijami gradnje in zunanjosti studia ter zunanjih in notranjih kulis. S tem je povedal, da živimo v svetu kulis in klišejskih, ponavljajočih se »happy endov« in da padec kulis pomeni konec, propad sveta, kot ga poznamo. Kot primer je navedel World Trade Center, znamenito newyorško padlo kuliso. Vladimir P. Štefanec je po tem opisu za Delo napisal, da se mu zdijo vprašanja, ki jih Knific s to razstavo odpira, relevantna.
- 2005, Osrednja razstava povabljenih umetnikov na 6. mednarodnem festivalu Pixxelpoint, Mestna galerija Nova Gorica[144]
- 2005, Galerija P74, Ljubljana; Rock Music
- 2005 28. junij – 28. avgust, Modern Art Oxford, Velika Britanija, Arrivals (2. razstava v seriji) - Miha Knific je bil v umetniški koloniji kot gostujoči umetnik, kjer je sodeloval pri dogodkih in delavnicah. Predstavil je projekt Storyboards (2004) in kratki film Horizon (2004).[145][146][147][148]
- 2004, Galerija sodobne umetnosti Celje, Media Focus - dela: Duh, Najstniki plešejo, Gledal sem video Pierra Huygha in Ali sem še vedno lepa ?[149][150]
- 2004 Junij, galerija Gregorja Podnarja, Kranj; >2< . Predstavil tudi Horizon (2004)[151][152]
- 2002 Oktober; Gallery Platform Vaasa, Finska; Between
- 2002 April; ON gallery Poznanj, Poljska; Fade in
- 2001, Tolmin; odlitki odtisov živalskih nog[18]
- 2001, Š.K.U.C galerija, Ljubljana; Bodies - prva samostojna razstava

Vir seznama

### Skupinske razstave
- 2009 Februar; Nove pridobitve Moderne galerija Ljubljana - 43/231 ext.day (Margate) - iz leta 2005[154]
- 2006 November; Biennale of the youth Bukarešta
- 2006 April; Galerija Gregor Podnar Ljubljana; Venture 2[155]
- 2005 September; P 74, Ljubljana; Rock Music. Tema so elementi množične kulture.[156]
- 2005 September; Trafo gallery Budimpešta - Horizon (kratki film v angleščini)
- 2005 Avgust; Moderna galerija Ljubljana; 95-05
- 2005 Julij; Studio gallery Budimpešta; Choreogtaphy
- 2004 December; v Centru sodobnih umetnosti v vili Manin pri Passarianu, Udine, Instant Europe[157]
- 2004 Oktober; Akademie der Kunste Berlin, Nemčija ; E.U. positive - Umetnost nove Evrope[158]
- 2003 Maj; Unicum, Klagenfurt, Avstrija; Keine Kunst nicht
- 2002 November; Inner Space Poznanj, Poljska; Progress
- 2002 Junij; Galerija Repanšek, Radomlje; Mirrors (Zrcala), serija fotografij in VHS posnetkov Najstniki plešejo, Pes, Usta, Steklenica, videoprojekt Gledal sem delo Pierra Huyghesa[159][160][161]
- 2000 September; CZKD Beograd; Artme
- 2000 Maj; A+A gallery, Benetke; La doppiezza della luce
- 1992 Razstava fotografij in dia gorenjskih fotoamaterjev, Razstavni salon Dolik, Jesenice (organiziral ZKO Jesenice) - Pohvala za diapozitive[16]
- 1992 Pokrajina ’92, Jesenice (v organizaciji Osnovne šole Karavanških kurirjev NOB Koroška Bela in foto kluba Andrej Prešern z Jesenic). Razstava mladih fotografov z avstrijske Koroške, Furlanije - Julijske krajine in Gorenjske  - diploma za kolekcijo[15]

Vir seznama